# Haroun Bettach
 (juillet 2023).
Haroun Ben Bettach (né vers le début du XVe siècle et décédé en 1465) fut le grand vizir du Maroc sous le règne du sultan mérinide Moulay Abdel Hak. En 1458, après un concours de circonstances unique, il est devenu le premier et seul Juif à atteindre cette position dans l'histoire du Maroc.

## Biographie
Aucune information précise n'est disponible concernant la jeunesse de Haroun Bettach. Avant de devenir Grand Vizir, il travaillait comme financier pour le sultan Moulay Abdel Hak et était un conseiller de confiance.
En 1458, le sultan Moulay Abdel Hak décida de reprendre les rênes du pouvoir et se débarrassa de la famille des Wattas qui dirigeaient le royaume en son nom. Pour humilier davantage les Wattas après leur perte de pouvoir, il jura de nommer un Juif comme Grand Vizir. Haroun Ben Bettach fut choisi pour cette position en raison de sa confiance et de ses compétences en tant que conseiller. En tant que grand vizir, Haroun Bettach est devenu l'homme fort du royaume et était chargé de l'administration et de la gouvernance. Malgré sa position élevée, il resta fidèle à la religion de ses ancêtres. Cependant, cette promotion sans précédent d'un Dhimmi au-dessus de la noblesse de Fès provoqua un mécontentement parmi les anciens dirigeants.
En 1465, un soulèvement éclata à Fès, orchestré par les anciens dirigeants et la famille chérifienne. Haroun Bettach fut tué par un soldat zélé, et le sultan Moulay Abdel Hak fut également assassiné peu après son retour à Fès.

## Héritage
L'histoire de Haroun Bettach est un exemple de la complexité des relations entre les communautés juives et musulmanes au Maroc pendant la période mérinide. Son ascension rapide et sa chute brutale reflètent les tensions politiques et sociales de l'époque.